# Геддес, Эрик Кэмпбелл
Сэр Эрик Кэмпбелл Геддес (англ. Eric Campbell Geddes; 26 сентября 1875, Британская Индия — 22 июня 1937) — британский военный чиновник и государственный деятель, первый лорд Адмиралтейства Великобритании (1917—1919).

## Биография
Родился в семье инженера. Его младший брат, Окленд Геддес, был министром торговли Великобритании и послом в Соединенных Штатах (1920—1924).
Окончил Мерчисон Кассл Скул в Эдинбурге и Оксфордский военный колледж. После завершения образования работал лесорубом и сталелитейщиком в Соединенных Штатах, став затем начальником станции железнодорожных вокзалов ж/д компании Балтимора и Огайо. Служил инженером в сфере строительства железных дорог в Америке, Индии и Англии. Затем служил офицером в Корпусе королевских инженеров и в 1913 г. был повышен до подполковника. С 1911 г. был заместителем генерального директора Железной дороги Северо-Востока, а в 1915 г. в чине генерал-майора был назначен заместителем генерального директора Управления по снабжению боеприпасами. Будучи ответственным за производство стрелкового оружия, он сумел наладить производство винтовок, легких и тяжелых пулеметов. Армия также испытывала дефицит взрывчатых веществ. В течение шести месяцев количество наполненных снарядов увеличилось в десять раз до двух миллионов в неделю, а заполненные снаряды складывались на французских доках.
С 1916 по 1917 гг. являлся генеральным директором военных железных дорог Военном министерстве (War Office), а также генеральным директором по войсковому транспорту британской армии на Западном фронте во Франции. Кроме того, с 1916 по 1917 г., занимал пост генерального транспортного инспектора Великобритании. На этих постах он сумел повысить эффективность работы железных дорог, а также организовать строительство легких железных дорог, чтобы оперативно доставлять необходимые ресурсы на фронт.
В 1917 г. был назначен в чине вице-адмирала, хотя по статусу он бы гражданским служащим, главным инспектором ВМС и членом Адмиралтейства. Кроме того, в 1917 г. он становится членом Тайного совета. Благодаря модернизации гидролокационной инфраструктуры потери союзников на завершающем этапе Первой мировой войны оказались минимальными.
В июле 1917 г. был избран в Палату общин от Консервативной партии. Был членом парламента до 1922 г.
В 1917—1919 гг. занимал пост первого лорда Адмиралтейства в коалиционном либерально-консервативном правительстве Великобритании. Он также получил титул лорда-адмирала и высшего сановника государства. В 1919 г. был назначен министром без портфеля, а с 1919 по 1921 гг. занимал пост министра транспорта Великобритании. На этом посту пытался проводить политику национализации, что вызвало критику в парламенте и недовольство крупных частных компаний. Как председатель комитета по национальным расходам предложил политику их сокращения, известную как «Топор Геддеса».
Во время Первой мировой войны он был членом военного кабинета Дэвида Ллойд Джорджа. Фрагмент его предвыборной речи 1918 г. получил широкую известность: «Немцы <…> заплатят все до последнего пенни. Они будут выжаты, как выжимают лимон, пока из него не полетят косточки. Я боюсь не того, что мы будем давить слишком сильно, а лишь того, что в лимоне не хватит сока». Он стал основным призывом к сплочению во время кампании правящей либерально-консервативной коалиции.
После ухода из политики с 1922 по 1924 г. служил в качестве генерального директора компании Dunlop Rubber, прежде чем он стать генеральным директором, основанной в 1924 г. авиакомпании «Империал Эйрвейз Лимитед».
В 1916 г. был возведен королем в достоинство рыцаря-бакалавра. Он также был удостоен звания почетного доктора юридических наук Университета Шеффилда.

## Награды и звания
Кавалер Большого креста ордена Британской империи и Большого креста ордена Бани.
Великий офицер ордена Почетного легиона (Франция). Кавалер Большого креста бельгийского ордена Леопольда I.